# Lago Monoun

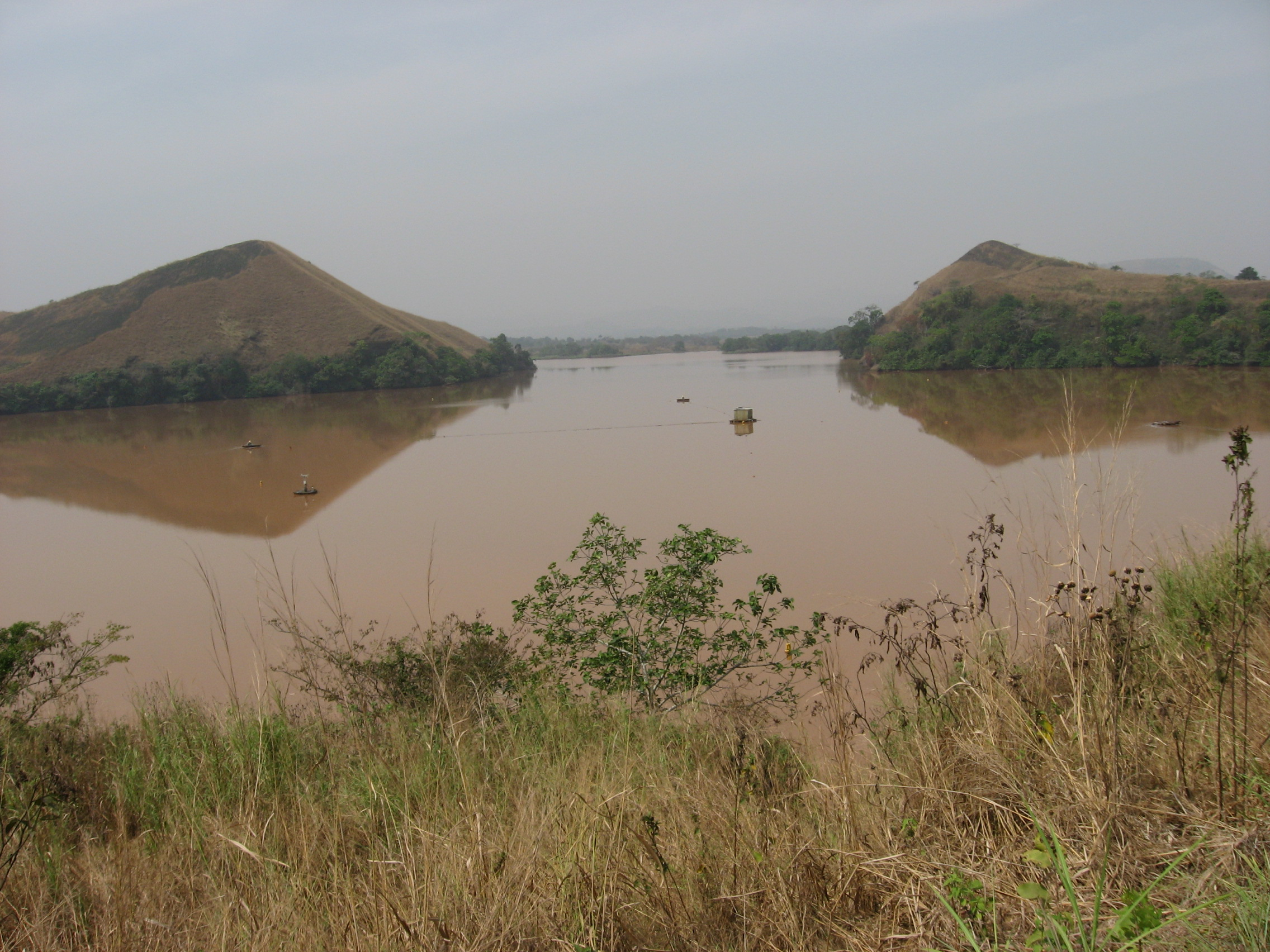
Lago Monoun

Il lago Monoun è un lago vulcanico situato nella regione dell'ovest del Camerun.
Il 15 agosto del 1984 nel lago avvenne quella che fu in seguito riconosciuta come eruzione di tipo limnico, che provocò un'abbondante emissione di anidride carbonica (CO2) in seguito alla quale morirono per asfissia 37 persone. La causa della moria di persone non ebbe inizialmente una spiegazione e fu ipotizzato anche un atto terroristico. Approfondite indagini, conseguenti soprattutto al successivo e più importante evento avvenuto nel lago Nyos due anni più tardi, che portarono alla morte per asfissia di circa 1.700 persone oltre a 3.500 capi di bestiame, portarono alla comprensione di quanto era successo.